# Dwarshuisboerderij

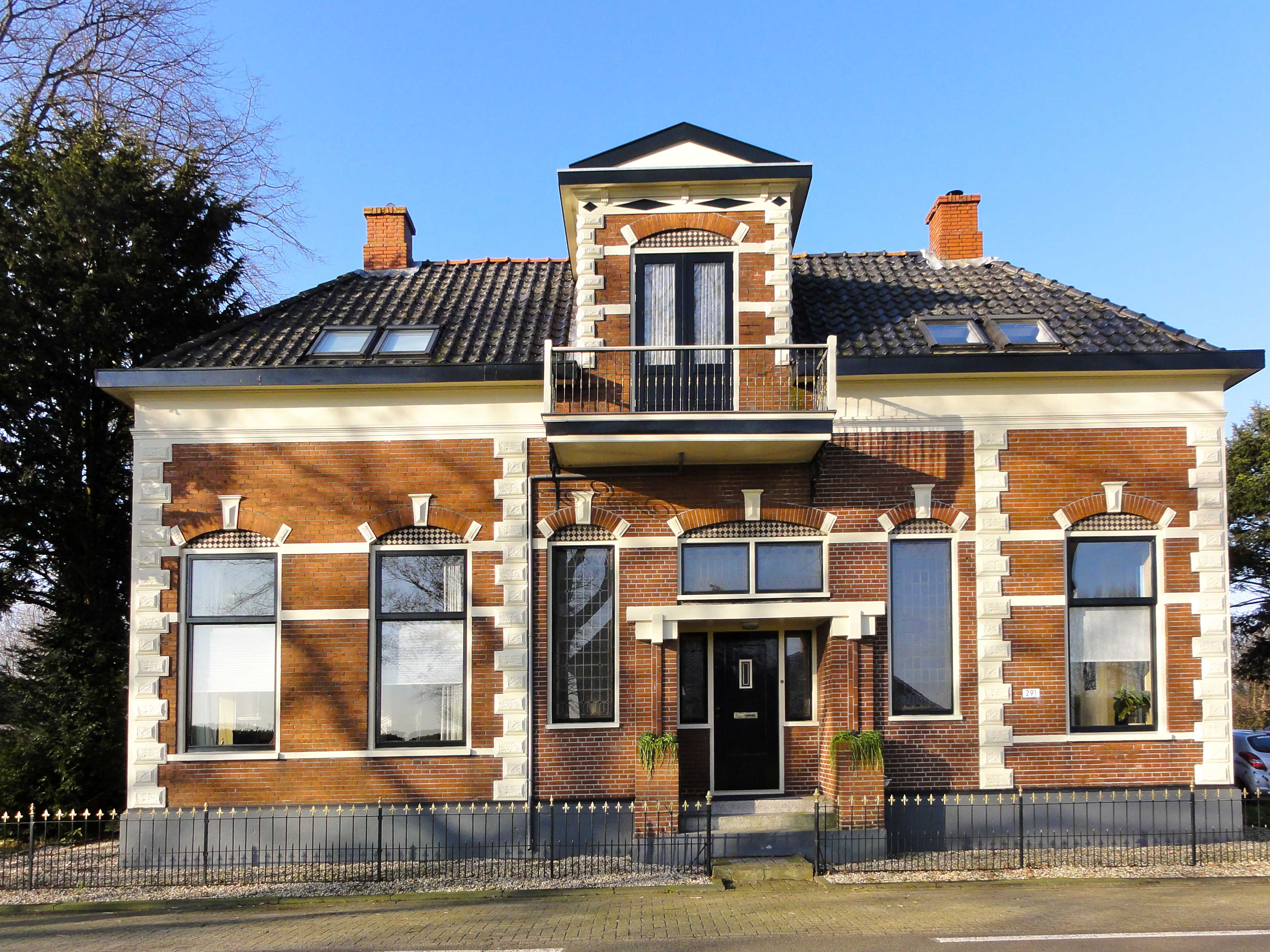
Dwarshuisboerderij in 2e Exloërmond

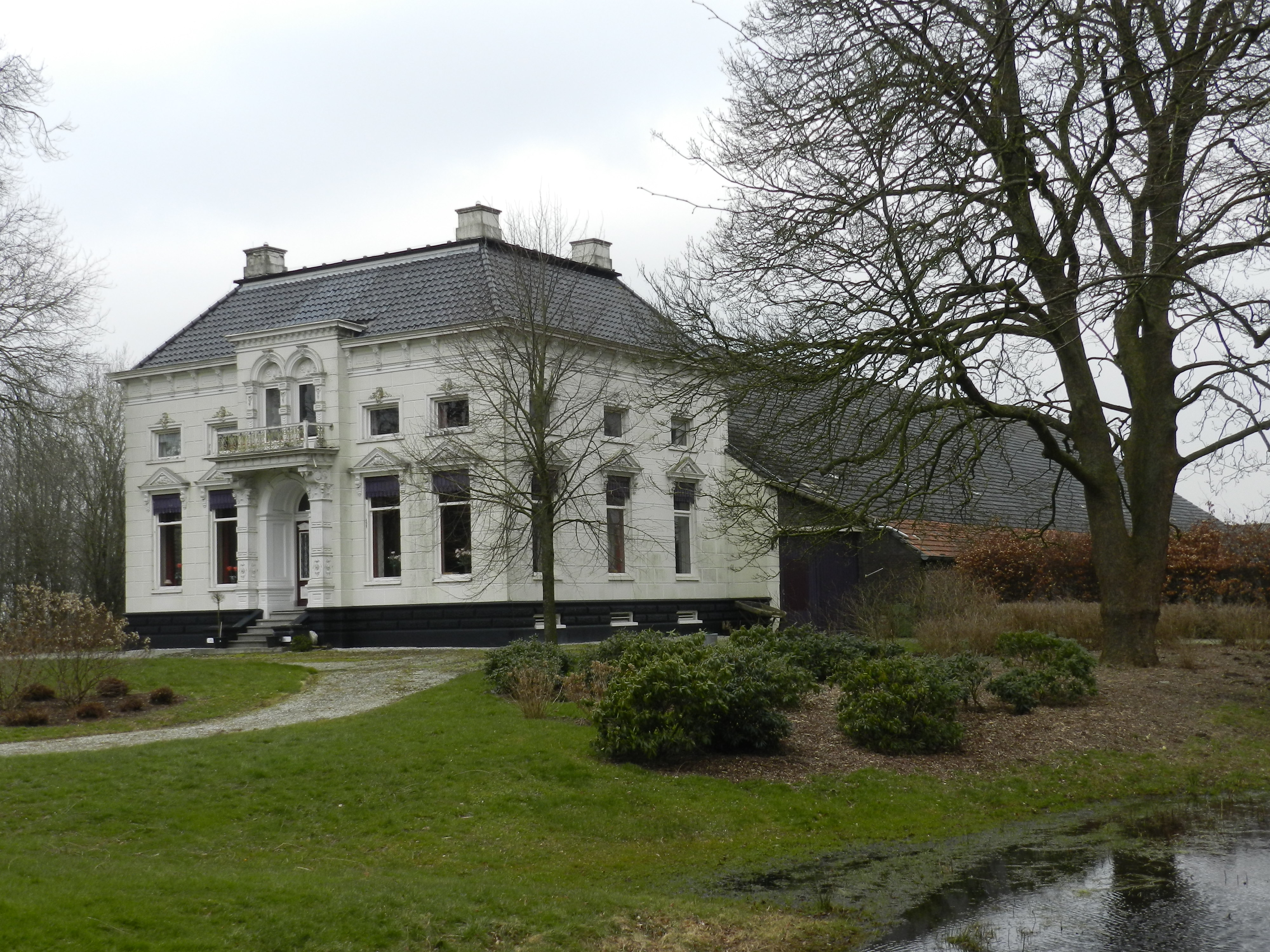
Dwarshuisboerderij te Blijham

Een dwarshuisboerderij of dwarshuis is een boerderijtype. In Noord- en Midden-Nederland zijn dat gewoonlijk boerderijen met een overdwars geplaatste woning. De dwarshuisboerderij onderscheidt zich van boerderijen van de dwarshuisgroep. Dat is een ander boerderijtype dat voorkomt in (Nederlands) Limburg en het oosten van de provincie Noord-Brabant.
Dwarshuisboerderijen zijn bekend sinds het einde van de middeleeuwen; ze combineren in de regel een boerenschuur met een woning die een niet-agrarische of burgerlijke uitstraling heeft. Ze vormen de voorlopers van de villaboerderij.
De dwarshuisboerderijen in Noord-Nederland behoren tot het type van de kop-hals-rompboerderij of de Drentse boerderij:
- Kerkstraat 2 (Eext) (Drente)
- Hoofdstraat 29 (Exloo) (Drente)
- Zuiderdiep 50 (Nieuw-Buinen) (Drente)
- Haven 3 (Rottevalle) (Friesland))
- Dwarshuisboerderij (Tweede Exloërmond) (Drente)

Dwarshuisboerderijen in Midden-Nederland behoren tot het type van het hallenhuis:
- de T-boerderij komt vooral voor in het Rivierengebied.